# 上黑森
上黑森（德語：Oberhessen）一詞最初是指黑森伯國南部的領地，在地理上被齊根海因伯爵領地與更偏北的下黑森分隔開來。
後來，它成為黑森大公國（以及第一次世界大戰後的黑森人民邦）三個省之一；另外兩個省是斯塔肯堡（首府達姆施塔特）和萊茵黑森（首府美因茨）。该土地涵蓋美因河以北的地理區域。
- 1400年左右的上下黑森（淺藍色）
- 1905年的上黑森省
- 1930年的上黑森省